# Harperrig Reservoir
Harperrig Reservoir är en reservoar i Storbritannien.   Den ligger i riksdelen Skottland, i den centrala delen av landet, 500 km norr om huvudstaden London. Harperrig Reservoir ligger 272 meter över havet. Arean är 0,60 kvadratkilometer. Trakten runt Harperrig Reservoir består i huvudsak av gräsmarker. Den sträcker sig 0,9 kilometer i nord-sydlig riktning, och 1,3 kilometer i öst-västlig riktning.